# Walter Wilson (piłkarz)
Walter Wilson (ur. ?, zm. ?) – angielski piłkarz, grający na pozycji pomocnika, trener piłkarski.

## Kariera piłkarska

### Kariera klubowa
Występował w Mansfield Town F.C. przed dołączeniem do Burslem Port Vale F.C. w lipcu 1894 roku. Po zagraniu zaledwie pięciu meczów w Second Division w sezonie 1894/95, przeniósł się do Nelson F.C. w grudniu 1894.

## Kariera trenerska
Od sierpnia do września 1925 prowadził reprezentację Łotwy.